# Leptosphaeria gaubae
Leptosphaeria gaubae är en svampart som beskrevs av Petr. 1955. Leptosphaeria gaubae ingår i släktet Leptosphaeria och familjen Leptosphaeriaceae.   Inga underarter finns listade i Catalogue of Life.